# Illes Revillagigedo
Revillagigedo és un arxipèlag mexicà a l'oceà Pacífic. Formen part de l'estat mexicà de Colima, entre 720 i 970 km a l'oest del port de Manzanillo i a 386 km al sud de Los Cabos a Baixa Califòrnia Sud. Les illes reberen el seu nom en honor del comte de Revillagigedo, Juan Vicente de Güemes Pacheco de Padilla, el 53r virrei de la Nova Espanya. L'arxipèlag està integrat per quatre illes volcàniques: l'illa Socorro, l'illa Clarión, l'illa San Benedicto, i l'illa roca Partida. L'illa Socorro n'és la més gran, amb una superfície de 132 km². S'hi troba també el punt més elevat de l'arxipèlag, el mont volcànic Evermann, amb 1.050 msnm.
No hi ha cap prova d'assentaments humans abans del descobriment de les illes pels exploradors espanyols. Hernando de Grijalva i la seva tripulació van descobrir una illa deshabitada el 21 de desembre, 1533, la qual anomenaren Santo Tomás. Quatre dies després en descobriren una d'altra, la qual anomenaren Inocentes. El 1542, mentre explorava noves rutes al Pacífic, Ruy López de Villalobos redescobrí l'illa Inocentes, i la reanomenà com a Anublada, que actualment es diu illa San Benedicto. El 1608, Martín Yáñez de Armita, encapçalant una altra expedició, visità l'illa de Santo Tomás i canvià el seu nom en honor de la seva dona. Les altres dues illes foren descobertes el 1779 per José Camacho, i l'anomenà Roca Partida; un petit illot rocós al mig de l'arxipèlag, i Santa Rosa, que després seria anomenada Clarión.
Les illes de Revillagigedo foren visitades per diversos exploradors: Domingo del Castillo (1541), Miguel Pinto (1772), Alexander von Humboldt (1811), Benjamín Norell (1825), Sir Edward Belcher (1839), el qual feu la primera col·lecció botànica de les illes, i Reever (1848), testimoni de l'erupció del volcà Evermann. El 1865 fou explorada per l'ornitòleg Andrew Jackson Grayson.
El 25 de juliol del 1861, el president de Mèxic, Benito Juárez signà un decret que atorgava el control territorial de l'arxipèlag a l'estat de Colima. Al començament del segle xx, el Dr. Barton Warren Evermann, director de l'Acadèmia de Ciències de Califòrnia a San Francisco, promogué l'exploració científica de les illes i en feu la col·lecció biològica més gran. El volcà de l'illa Socorro fou rebatejat en honor seu. El 1957, l'armada de Mèxic establí una base naval a l'illa Socorro.
El 6 de juny de 1994 les illes són declarades Àrea Natural Protegida mitjançant un decret que culmina els esforços empresos per aconseguir la protecció de l'arxipèlag, rellevant tant per la seva gran riquesa biològica i importància geològica com per la seva ubicació, ja que amplia la zona econòmica exclusiva de Mèxic. Les illes van ser declarades, com a «Arxipèlag de Revillagigedo», Reserva de la Biosfera el 15 de novembre de 2008, integrada per quatre àrees - illa Socorro, illa Clarión, illa San Benedicto i illa Roca Partida - així com del seu respectiu territori marí.
El 17 de juliol de 2016, la UNESCO va atribuir el rang de Patrimoni Natural de la Humanitat a l'arxipèlag. Aquesta nova inscripció en la llista de llocs naturals protegits per la UNESCO, completa un arc d'illes patrimoni de la humanitat que, en el continent americà i el Oceà Pacífic, comença en les illes Galápagos, passa per l'illa colombiana de Malpelo i la costa-riquenya illa del Coco.

## Geografia
L'arxipèlag, amb una superfície total de 169 km², comprèn quatre illes, que d'est a oest són:
- illa San Benedicto, de 5,94 km² (4,8 per 2,4 km), amb una altura màxima de 310 m al volcà Bárcena;
- illa Socorro, de 132 km² (16,5 per 11,5 km), l'illa principal, amb el seu centre a la muntanya Evermann, que culmina a 1130 m;
- illa Roca Partida, un illot rocós de solament 1,4 ha (0,014 km²);
- illa Clarión, de 19,80 km² (8,5 per 3,5 km), amb una altura màxima de 335 m a la muntanya Gallegos.

## Galeria d'imatges

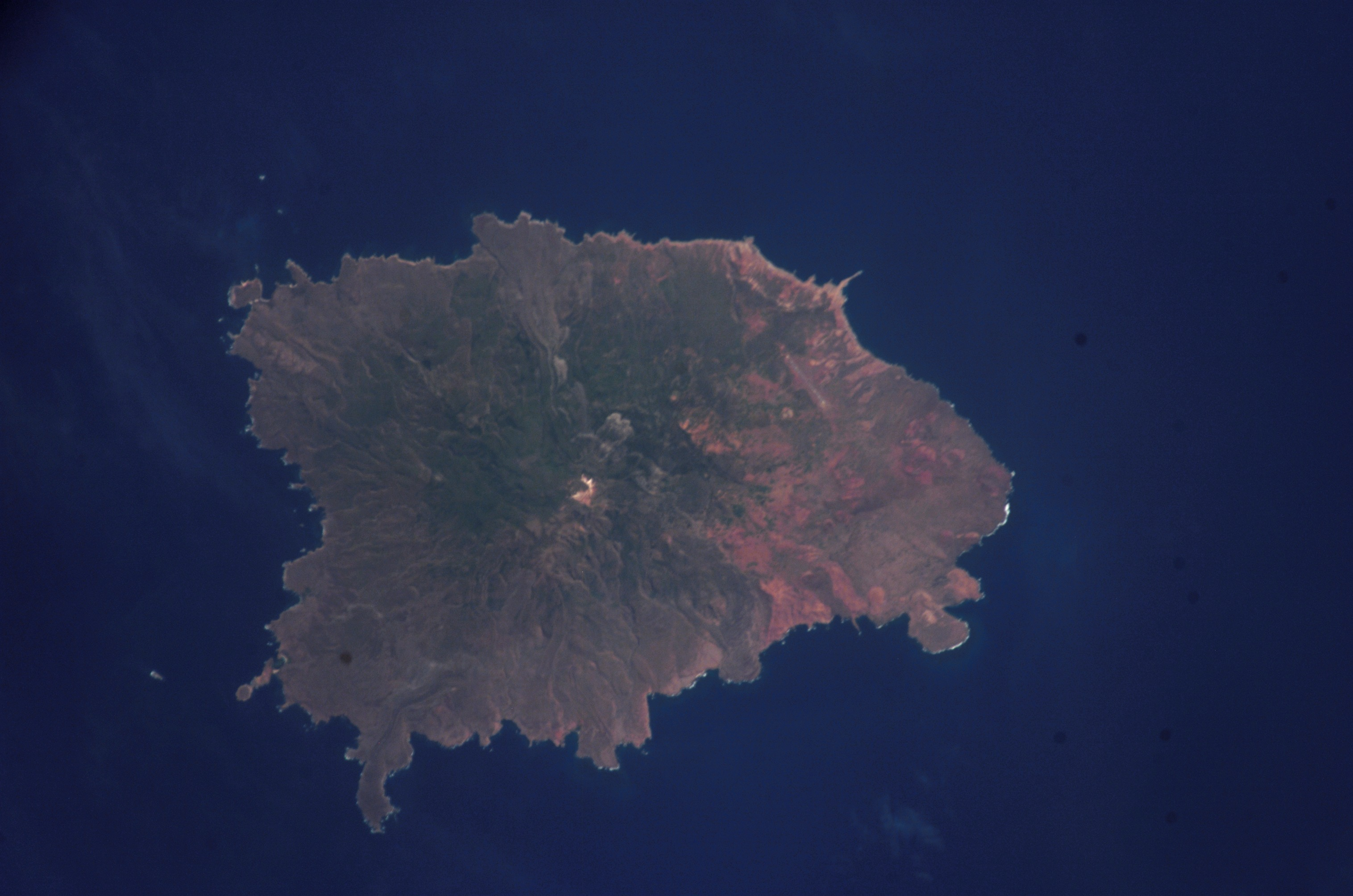
Imatge de la NASA de l'illa de Socorro
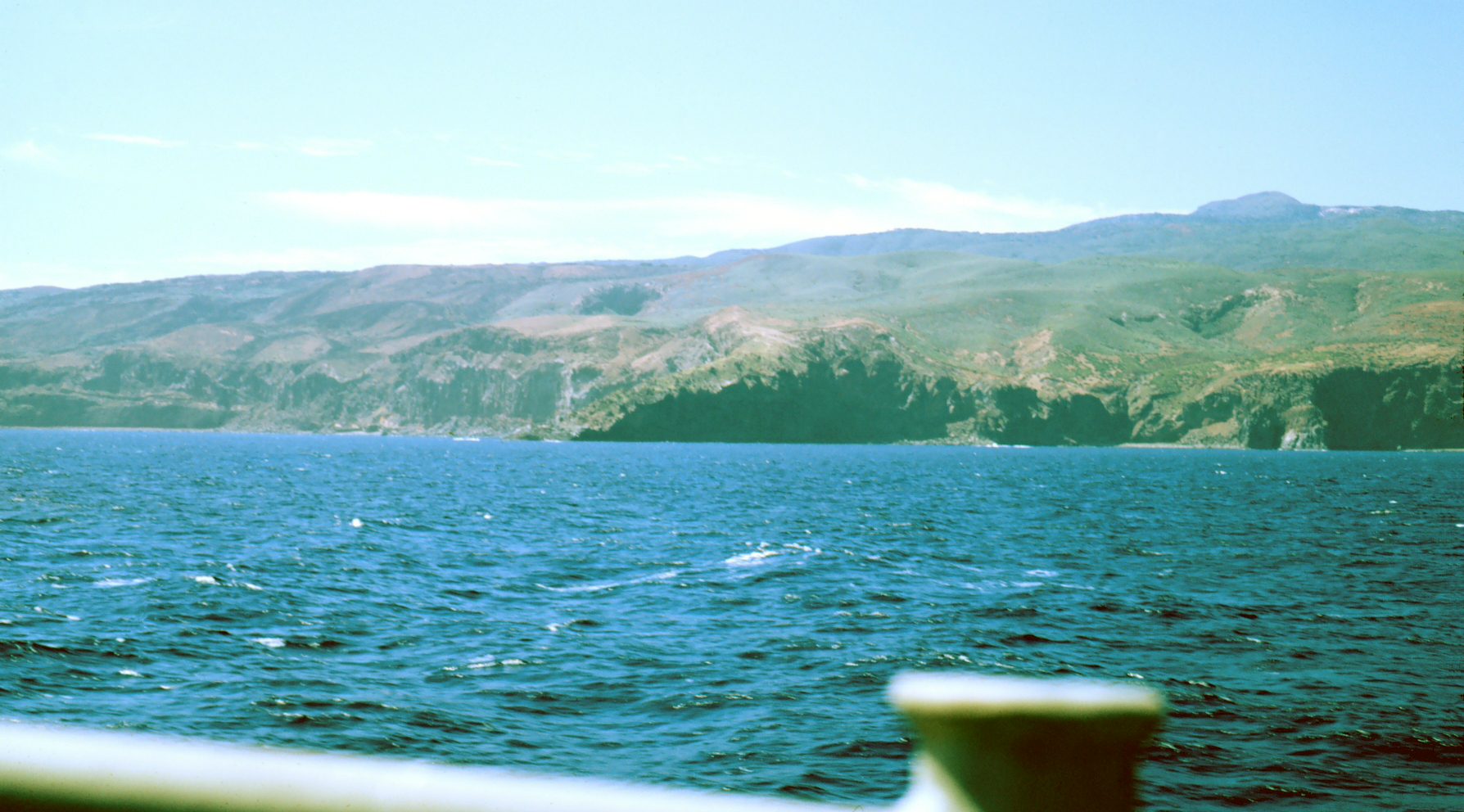
Illa de Socorro
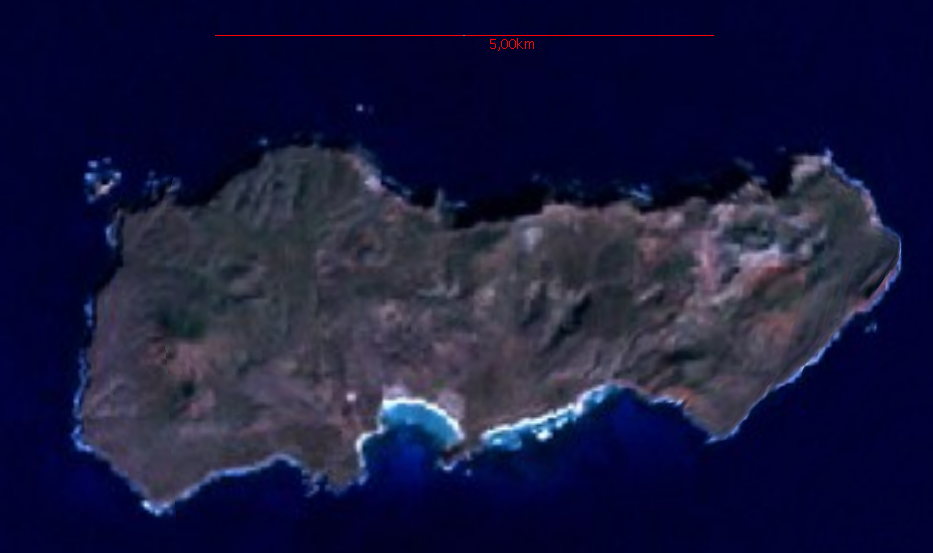
Imatge de satèl·lit de l'Illa de Clarion
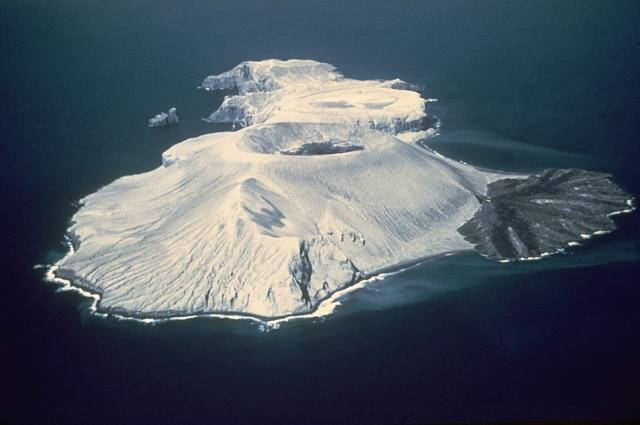
Vista aèria de l'illa de San Benedicto
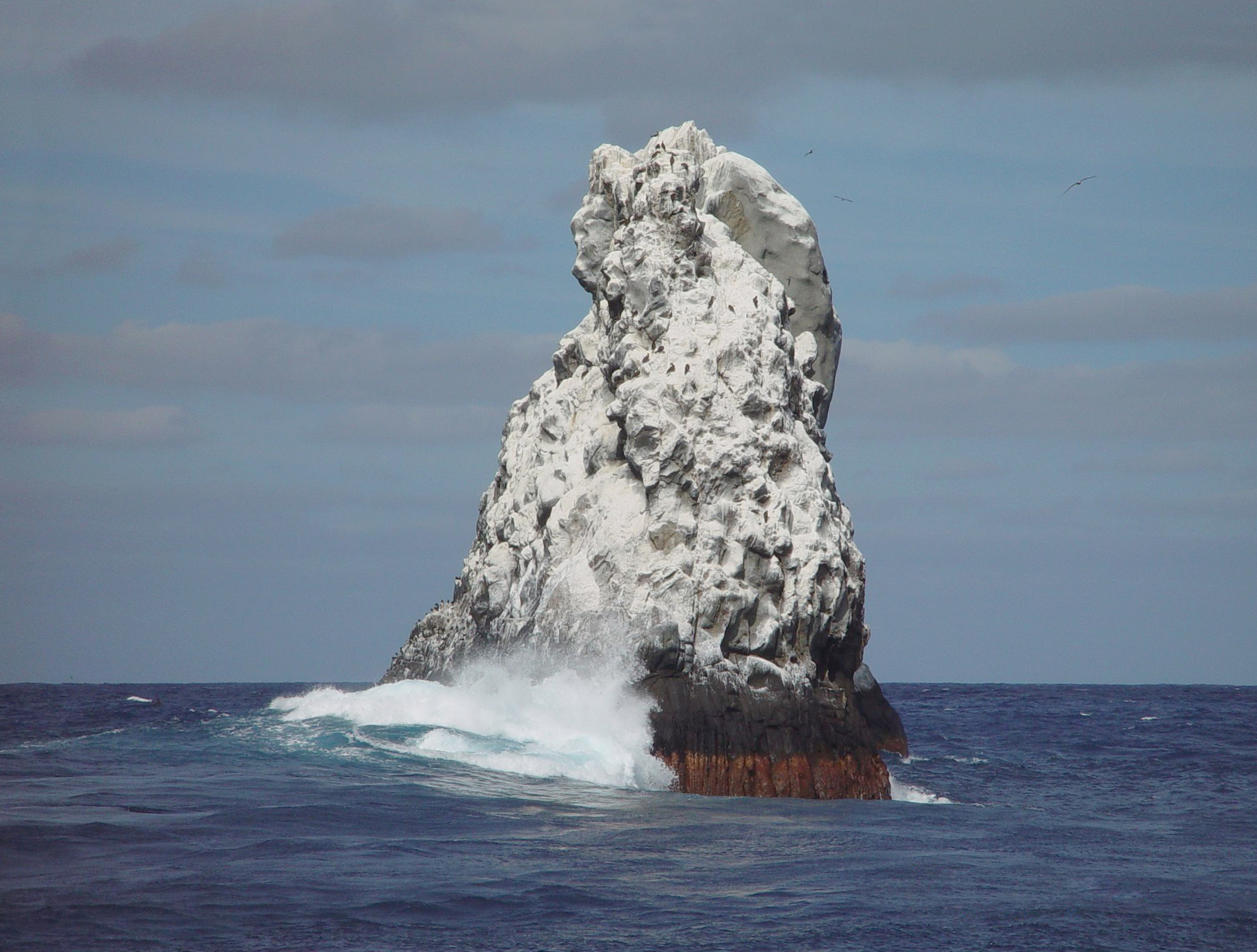
Vista de l'illa de Roca Partida
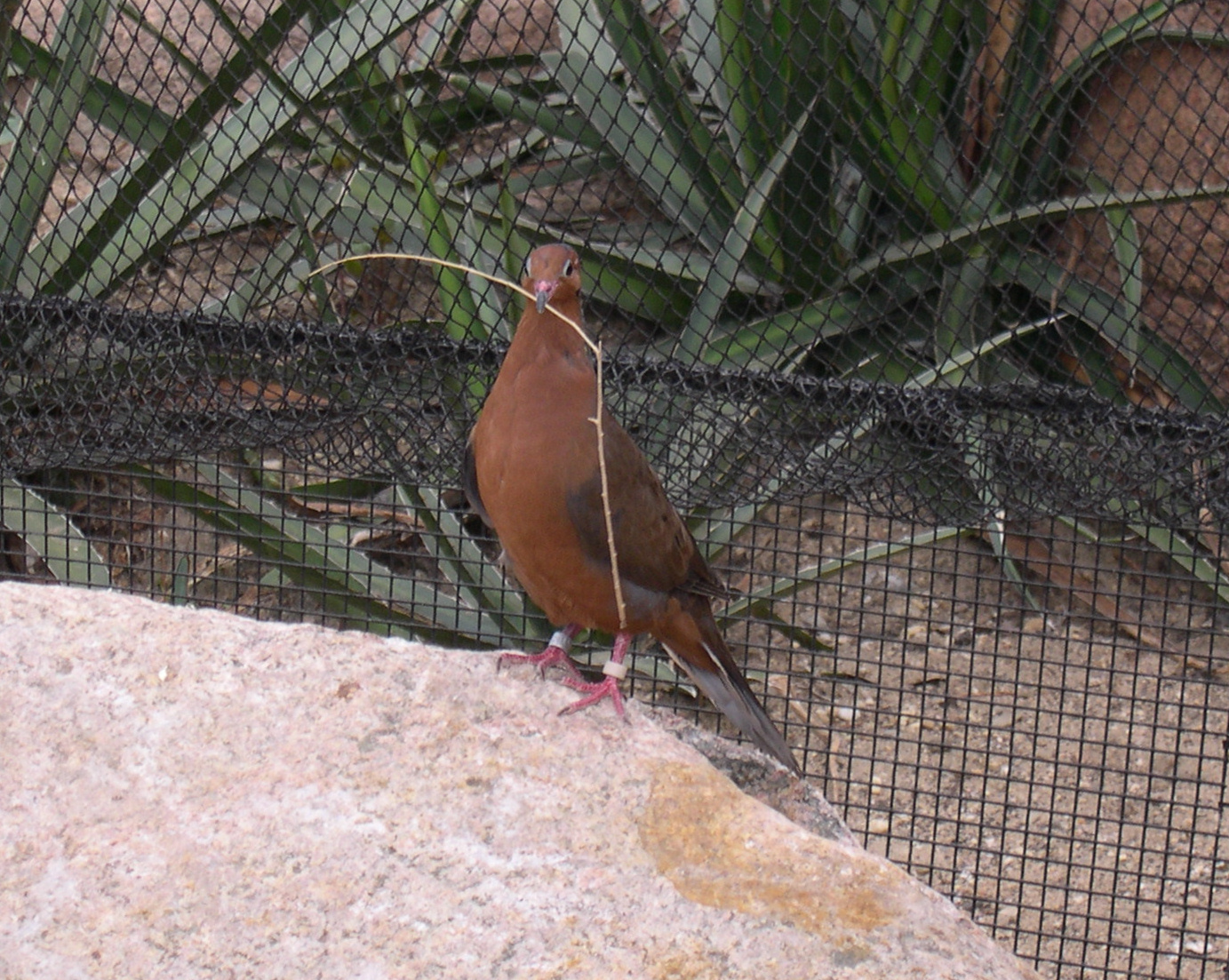
Zenaida graysoni, espècie endèmica de l'illa Clarion